# Акила (муниципалитет Веракруса)
Акила (исп. Aquila) — муниципалитет в Мексике, штат Веракрус, расположен в Горном регионе. Административный центр — город Акила.